# Fixierung eines Patienten

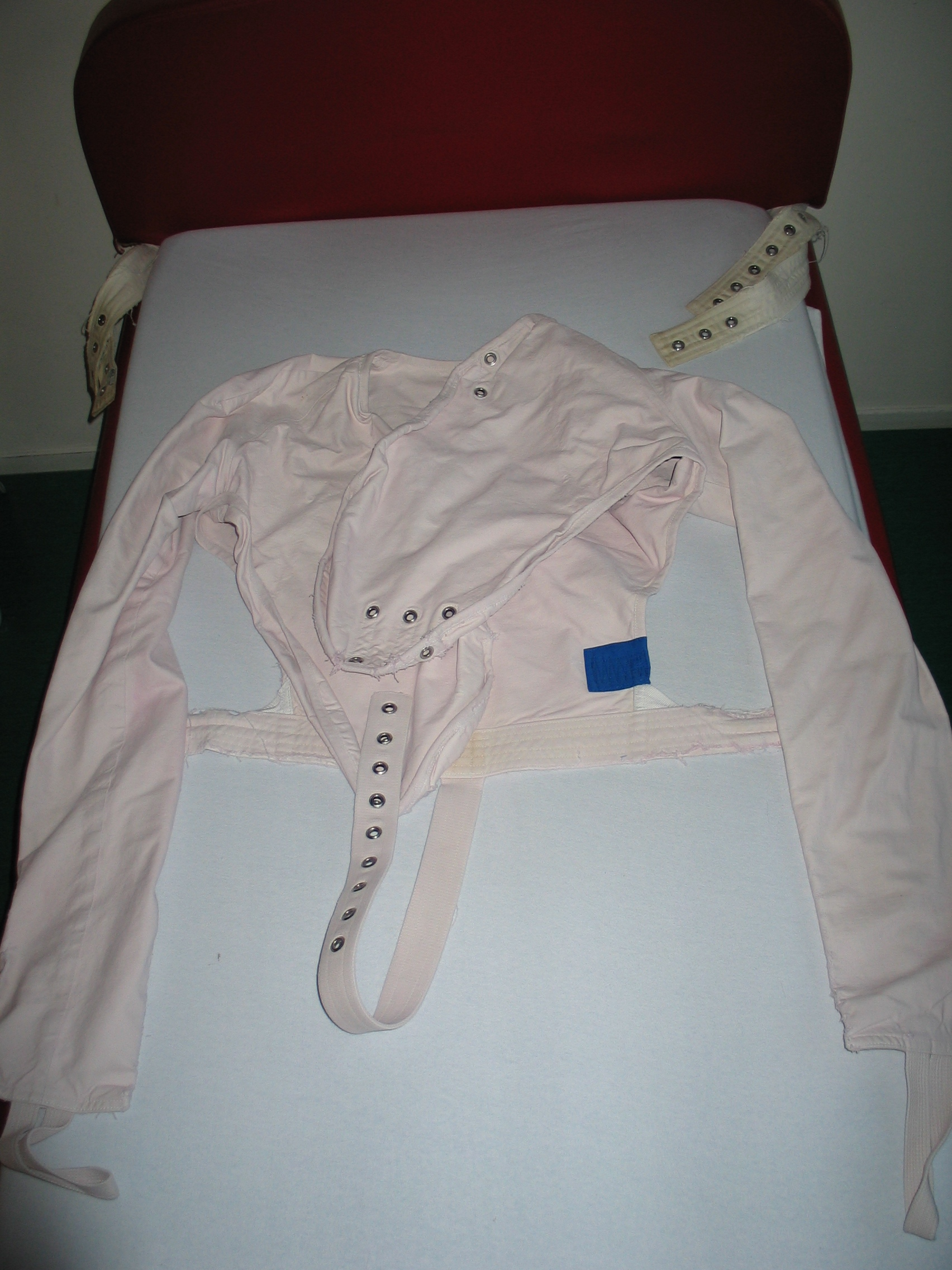
Fixierliege mit Zwangsjacke

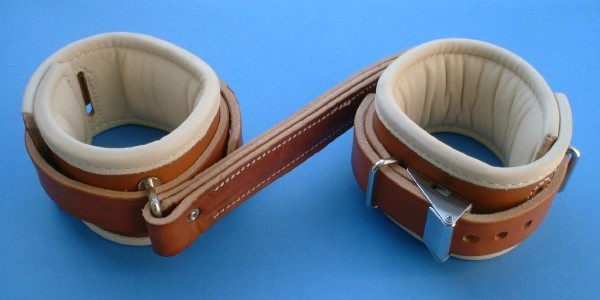
Gepolsterte Fußmanschetten aus Leder für den Einsatz in medizinischen Institutionen

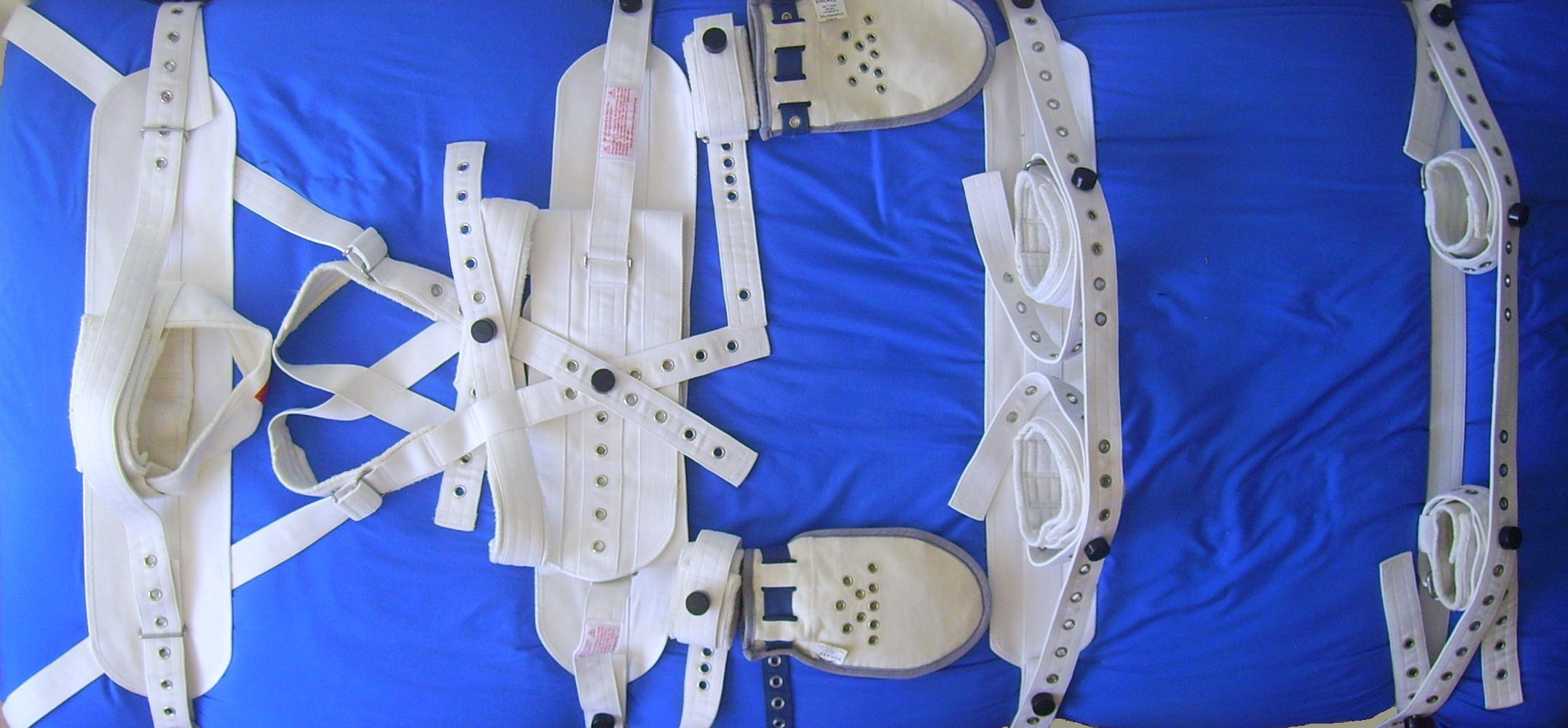
Gurtsystem aus medizinischen Institutionen

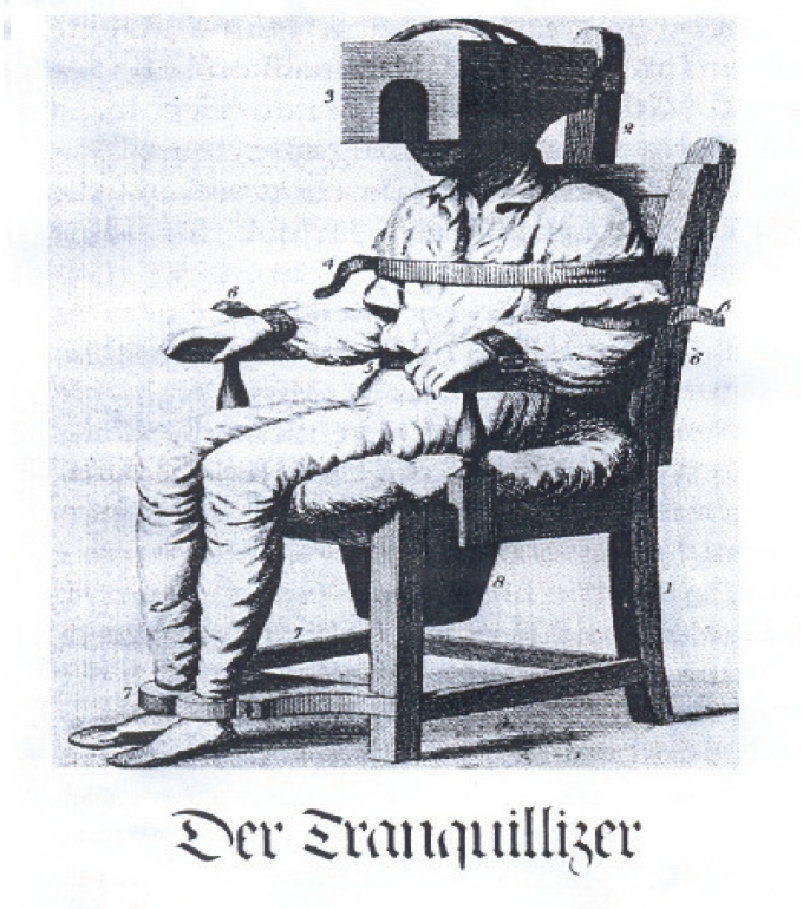
Zwangsstuhl

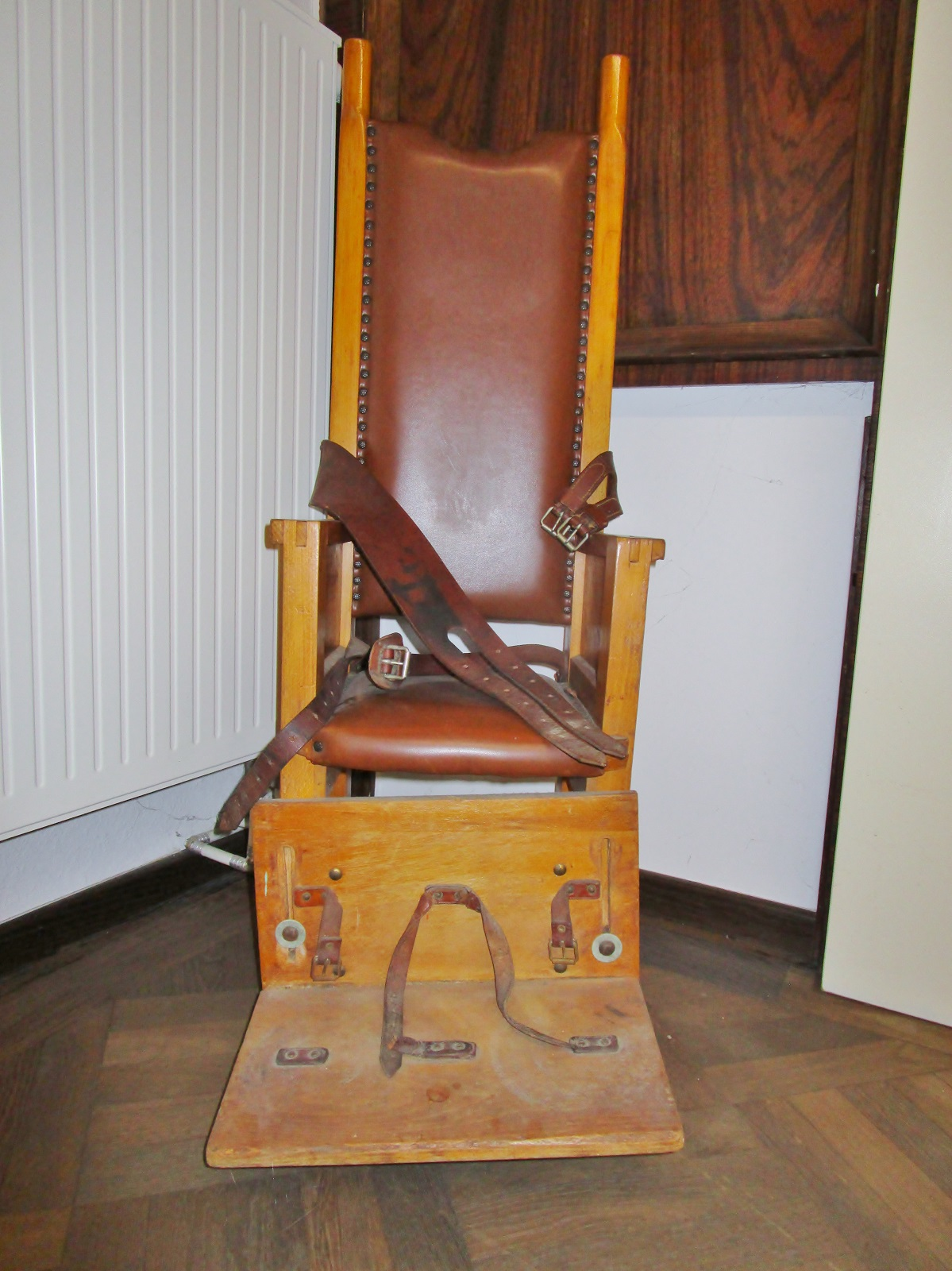
Fixierstuhl für Kinder

Die Fixierung eines Patienten bezeichnet die Fesselung eines Patienten durch mechanische Vorrichtungen (Gurte, Riemen etc.) zu dessen eigener Sicherheit oder dem Schutz anderer Personen. Das Ruhigstellen eines Kranken durch Medikamente wird hingegen als Sedierung bezeichnet.
Die Fixierung einer Person findet oft in einer psychiatrischen Notfallsituation statt, die für den Betreffenden ein hohes Verletzungsrisiko birgt und häufig von den Beteiligten als große Belastung empfunden wird. Bei der Fixierung wird der Patient mittels spezieller Gurte auf dem Rücken liegend im Bett fixiert, so dass Eigen- und Fremdgefährdung ausgeschlossen sind.

## Geschichte
In zurückliegenden Zeiten diente die Fixierung auch der Therapie und der Bestrafung von Patienten (Zwangsbehandlung, Somatotherapie). Zu den Vorrichtungen zählen neben Zwangsjacken und Gurten auch Zwangsstühle und Zwangsbetten (unter anderem auch Netzbetten). Die Maßnahmen stellen einen Eingriff in die persönliche Freiheit des Patienten dar.
In einer Studie des Instituts für Rechtsmedizin in München aus dem Jahre 2012 waren bei 26 untersuchten Todesfällen von gurtfixierten Patienten 22 auf die jeweilige Gurtfixierung zurückzuführen.

## Ländervergleich

### Deutschland

#### Allgemeines
Zur direkten Fixierung zählen
- das Festhalten durch Pfleger und Ärzte,
- die Fünfpunktfixierung mittels Fixiergurten
- das Anbringen eines Bettgitters oder eines Stecktisches

Hinzu kommen die räumliche Fixierung etwa durch das Einsperren im Zimmer sowie die chemische Fixierung durch die Gabe sedierender Medikamente.
In Einzelfällen mag es sein, dass der Betroffene einer notwendigen Fixierung zustimmt. Die Fixierung ist dann ohne weiteres möglich. Sie ist jedoch sofort zu entfernen, wenn der Betroffene es wünscht oder wenn sie nach Einschätzung der Pflegepersonen nicht mehr erforderlich erscheint.
Eine Fixierung gegen den natürlichen Willen der betreffenden Person erfüllt regelmäßig den Straftatbestand einer Freiheitsberaubung und ist nur zulässig, wenn ein Rechtfertigungsgrund (z. B. eine akute Gesundheitsgefährdung der zu fixierenden Person oder anderer Personen) vorliegt und dieser durch die Fixierung abgewendet werden kann. In diesem Falle ist eine richterliche Genehmigung erforderlich oder muss unverzüglich nachträglich beigebracht werden (Unterbringungsverfahren; die Voraussetzungen sind in der Bundesrepublik Deutschland durch § 1831 Abs. 4 BGB und die Psychisch-Kranken-Gesetze der Bundesländer geregelt). Die Fixierung selbst samt deren Begründung und deren Dauer, im Normalfall auch der mehrmals täglichen Unterbrechungen, muss in der Krankengeschichte dokumentiert werden.
Gesetzliche Vertreter wie der rechtliche Betreuer benötigen eine Genehmigung des Betreuungsgerichts bzw. Familiengerichts, wenn sie für den Betroffenen einer Fixierung zustimmen (§ 1831 Abs. 4 BGB für den Betreuer). Dies bekräftigte der Bundesgerichtshof bereits im Jahr 2012. Dies gilt analog für den Bevollmächtigten im Rahmen einer Vorsorgevollmacht. Für die Fixierung eines Kindes durch die Eltern hat der Gesetzgeber keine Genehmigung durch das Betreuungs- oder Familiengericht vorgesehen.
2018 wurden zwei Fälle bekannt, die vor dem Bundesverfassungsgericht behandelt wurden. Am 24. Juli 2018 entschied das Bundesverfassungsgericht, dass Psychiatriepatienten nur nach einer richterlichen Entscheidung längere Zeit ans Bett gefesselt werden dürfen. Wenn eine Fixierung absehbar länger als eine halbe Stunde dauert, reiche die Anordnung eines Arztes nicht aus. Wird eine Fixierung nach 21 Uhr vorgenommen, muss eine richterliche Entscheidung am nächsten Morgen eingeholt werden. Die Fixierung eines Patienten sei ein Eingriff in dessen Grundrecht auf Freiheit der Person nach Art. 2 Abs. 2 Satz 2 und Art. 104 Grundgesetz. Das Gericht gab den Ländern Bayern und Baden-Württemberg auf, bis zum 30. Juni 2019 verfassungsgemäße Rechtsgrundlagen zu schaffen.

#### Ermittlungserzwingungsverfahren
Das Bundesverfassungsgericht gab Anfang 2020 im Fall einer rechtswidrigen Zwangsfixierung einer Verfassungsbeschwerde einer Patientin statt. Eine rechtswidrig fixierte Patientin beschwerte sich erfolgreich gegen die Einstellung des Ermittlungsverfahrens gegen den verantwortlichen Stationsarzt, einen Amtsarzt und einen Pfleger. Betreffend die ebenfalls angezeigte Richterin wurde die Beschwerde zurückgewiesen, weil Anhaltspunkte für eine Rechtsbeugung (§ 339 StGB) nicht substantiiert vorgetragen worden seien. Dieser Rechtsprechung schloss sich Anfang 2021 das Oberlandesgericht Zweibrücken an. Das Gericht ordnete im Zuge eines Ermittlungserzwingungsverfahrens an, dass die zuständige Staatsanwaltschaft die strafrechtlichen Ermittlungen gegen Bedienstete der Klinik bis zu einer etwaigen Anklagereife weiter fortzusetzen habe.

#### Pressemitteilungen des Bundesverfassungsgerichts
- PM Nr. 47/2015 vom 30. Juni 2015 zu BVerfG, Beschluss vom 10. Juni 2015, Az. 2 BvR 1967/12, wonach in einer Vorsorgevollmacht nicht auf die gerichtliche Genehmigung bei freiheitsbeschränkenden Maßnahmen verzichtet werden kann, abgerufen am 15. Februar 2021
- PM Nr. 62/2018 vom 24. Juli 2018 zu BVerfG, Urteil vom 24. Juli 2018, Az. 2 BvR 309/1 und 2 BvR 502/16 zu den verfassungsrechtlichen Anforderungen an die Fixierung von Patienten in der öffentlich-rechtlichen Unterbringung, abgerufen am 15. Februar 2021
- PM Nr. 5/2020 vom 22. Januar 2020 zu BVerfG, Beschluss vom 15. Januar 2020, Az. 2 BvR 1763/16 zur erfolgreichen Verfassungsbeschwerde gegen Einstellung von Ermittlungsverfahren bei einer rechtswidrigen Fixierung, abgerufen am 15. Februar 2021
- PM Nr. 26/2023 vom 1. März 2023 zu BVerfG, Beschluss vom 19. Januar 2023, Az. 2 BvR 1719/21 zu einer erfolgreichen Verfassungsbeschwerde eines Sicherungsverwahrten gegen die mehrtägige Fesselung während eines Krankenhausaufenthalts, abgerufen am 2. März 2023

### Österreich

#### Psychiatrische Abteilungen
Eine Einschränkung der Bewegungsfreiheit eines Kranken in einer Abteilung für Psychiatrie setzt eine Unterbringung voraus. Beschränkungen der Bewegungsfreiheit auf nur einen Raum oder noch engere Bereiche – und damit auch Fixierungen – sind darüber hinaus nach Art, Umfang und Dauer nur insoweit zulässig, als sie
- im Einzelfall zur Abwehr ernstlicher und erheblicher Gefahr für Leben oder Gesundheit des Kranken selbst oder anderer Personen (§ 3 Z 1 Unterbringungsgesetz – UbG)
- sowie zur ärztlichen Behandlung oder Betreuung unerlässlich sind
- und zu ihrem Zweck nicht außer Verhältnis stehen (§ 33 Abs. 1 UbG).

Sie müssen vom behandelnden Arzt jeweils besonders angeordnet, in der Krankengeschichte unter Angabe des Grundes dokumentiert und unverzüglich dem Vertreter des Kranken mitgeteilt werden. Auf Antrag des Kranken oder seines Vertreters muss unverzüglich das für Unterbringungssachen zuständige Bezirksgericht über die Zulässigkeit einer solchen Beschränkung entscheiden (§ 33 Abs. 3 UbG).

#### Heime
Mit Wirkung zum 1. Juli 2005 wurde die Rechtsschutzlücke für Alten- und Pflegeheime, Behindertenheime u. dgl. mit dem Heimaufenthaltsgesetz (HeimAufG) geschlossen. Danach ist Voraussetzung für die Zulässigkeit von Freiheitsbeschränkungen, also auch Fixierungen als mechanische Maßnahmen, dass
- der Bewohner psychisch krank oder geistig behindert ist und im Zusammenhang damit sein Leben oder seine Gesundheit oder das Leben oder die Gesundheit anderer ernstlich und erheblich gefährdet,
- die Maßnahme zur Abwehr dieser Gefahr unerlässlich und geeignet sowie in ihrer Dauer und Intensität im Verhältnis zur Gefahr angemessen ist sowie
- diese Gefahr nicht durch andere Maßnahmen, insbesondere schonendere Betreuungs- oder Pflegemaßnahmen, abgewendet werden kann (§ 4 HeimAufG).

Die Freiheitsbeschränkung darf nur unter Einhaltung fachgemäßer Standards und unter möglichster Schonung vorgenommen werden; sie muss sofort aufgehoben werden, wenn ihre Voraussetzungen nicht mehr vorliegen (§ 5 Abs. 3 und 4 HeimAufG).
Auch hier gelten detaillierte Dokumentations-, Aufklärungs- und Verständigungspflichten (§§ 5 – 7 HeimAufG) und auf Antrag hat eine gerichtliche Überprüfung stattzufinden (§§ 11 ff. HeimAufG).

### Schweiz
In der Schweiz gilt seit dem 1. Januar 2013 ein neues Kindes- und Erwachsenenschutzrecht. Dieses ist Bestandteil des Zivilgesetzbuchs und rechnet damit zum Schweizer Bundesrecht. Regelungsgegenstand sind die grundlegenden Rahmenbedingungen für die Anwendung von Zwangsmaßnahmen. Der Begriff der Fürsorgerischen Unterbringung (FU) tritt an die Stelle des Begriffs der Fürsorgerischen Freiheitsentziehung (FFE). Die örtliche Kindes- und Erwachsenenschutzbehörde (KESB) hat gemäß Artikel 428 ZGB die Zuständigkeit für die FU-Einweisung inne. Eine FU-Einweisung kann aber auch je nach Kanton durch einen Amtsarzt oder durch einen Notfallarzt ausgesprochen werden. Dieser muss nicht notwendig über einen Facharzttitel in Psychiatrie und Psychotherapie verfügen. Es muss jeweils ein individueller Behandlungsplan erstellt werden. Dieser muss ausführlich mit dem Patienten besprochen und kontinuierlich angepasst werden. Eine FU-Einweisung zieht nicht unbedingt weitere Zwangsmaßnahmen nach sich. Die FU-Einweisung wird dokumentiert und der Patient über seine Rechtsmittel aufgeklärt. Es besteht ein Beschwerderecht innerhalb von zehn Tagen nach Ausstellung der FU.
Je nach Kanton bestehen unterschiedliche gesetzliche Grundlagen für Zwangsbehandlungen. Der Chefarzt kann etwa eine Medikation ohne Zustimmung des Patienten anordnen. Dies schließt ein Verfassen eines schriftlichen Gutachtens und einen Behandlungsplan des Patienten mit ein. Es findet eine Evaluation der Notwendigkeit einer solchen Maßnahme statt. Diese Anordnung entfaltet sofortige Wirkung, sofern die Dringlichkeit einer Behandlung vorliegt. Die Beschwerde des Patienten hat in der Regel aufschiebende Wirkung. In der Praxis sind Isolationen häufiger als Fixierungen. Dies schwankt allerdings je nach regionaler Praxis. Es ist auch eine Intensivbetreuung anzutreffen. Dies kann mittels einer 1:1-Betreuung durch eine Sitzwache oder durch ein Mitglied des Pflegeteams erfolgen.
Eine durchgehende Erfassung und kritische Evaluierung aller Zwangsmaßnahmen in psychiatrischen Kliniken ist verbindlich vorgeschrieben. Dies muss gesondert dokumentiert werden. Der Nationale Verein für Qualitätsentwicklung in Spitälern und Kliniken (ANQ) erfasst sämtliche Zwangsmaßnahmen. Es erfolgt sodann eine Auswertung nach Häufigkeiten und Dauer.

### Großbritannien
In Großbritannien werden Fixierungen von der Psychiatrie als inhuman und unethisch abgelehnt, werden aber (Stand 2017) jedes Jahr zehntausendfach durchgeführt.

## Durchführung
Dem Patienten wird der Grund der Fixierung erklärt. Sie dient dem Schutz seiner selbst oder anderer und stellt keine Bestrafung dar. Ausreichend geschultes Personal muss vorhanden sein, was in der Regel eine Fixierung in der häuslichen Pflege ausschließt. Ist bei der Durchführung der Fixierung mit starker Gegenwehr zu rechnen, müssen die Handelnden kräftemäßig in der Übermacht sein, um einen Kampf und genau jenen Schaden zu vermeiden, der durch die Fixierung abgewendet werden soll. Der Patient wird am Pflege- oder Krankenhausbett oder auch in einem Rollstuhl oder Pflegestuhl so festgeschnallt, dass Sicherheit vor Flucht oder Unfällen besteht. Hierfür existieren speziell entwickelte Gurtsysteme. Nachdem man weiß, wie der Patient sich in der Fixierung verhält, kann man nachträglich den Freiheitsgrad der Gurte schrittweise erweitern oder einzelne Gurte ganz entfernen. Die Anwendung von Netzbetten ist eher in Österreich als in Deutschland verbreitet. Mit 1. Juli 2015 wurde ihre Verwendung im Österreichischen Bundesgebiet in den psychiatrischen Abteilungen abgeschafft.
Bei der Fixierung im Bett wird je nach Notwendigkeit gestaffelt vorgegangen, um mit möglichst geringer Bewegungsbeschränkung das Ziel der Fixierung erreichen zu können.
Mit einem einzelnen Bauchgurt ist der Patient an einem Punkt fixiert. Die Methode garantiert hohe Bewegungsfreiheit, ist aber für sich genommen nicht fluchtsicher und führt unter Umständen zu tödlichen Unfällen mit Strangulation, wenn der Patient aus dem Bett rutscht. Daher werden entsprechende Maßnahmen ergriffen, um dies zu verhindern. Der Unfallgefahr wird auch durch ständige, engmaschige Überwachung begegnet. In Deutschland ist mittlerweile (Stand 2024) in den meisten Bundesländern für eine Gurtfixierung eine 1:1-Betreuung vorgesehen, also die ständige Anwesenheit einer Fachperson (wie einer examinierten Pflegefachkraft, Sozialpädagogen, eines Psychologen oder Arztes) sowohl für die Sicherheit des Patienten als auch zur Deeskalation und/oder um in dieser Ausnahmesituation möglicherweise auftretenden Ängsten entgegenzuwirken.
Bei der Diagonal-Fixierung ist der Körper an drei Punkten fixiert: Bauch, rechter Arm und linkes Bein oder linker Arm und rechtes Bein. Die Methode bietet noch eine gewisse Bewegungsfreiheit. Bei einer Fünfpunktfixierung wird der Körper zusätzlich an den beiden freigebliebenen Extremitäten fixiert. Mit Schulter-, Oberschenkel- sowie Kopffixierung kann die Bewegungsfreiheit, wenn erforderlich, weiter minimiert werden.

## Alternativen
Fixierung ist eine Ultima Ratio, wenn eine Situation nicht anders beherrschbar ist und Handlungsalternativen nicht mehr zur Verfügung stehen. Der durch die Zwangsmaßnahme gegebene Schutz kann genutzt werden, um die zugrundeliegende Erkrankung zu behandeln und eine Lösung ohne Gewaltanwendung herbeizuführen. Die Beruhigung eines Kranken kann aber auch durch „Talk down“ oder durch Anxiolytika herbeigeführt werden. Als eine die Grundrechte massiv einschränkende Maßnahme steht die Fixierung mit im Zentrum der Kritik an üblicher Praxis in der Betreuung und Pflege (Gewalt in der Pflege, Pflegeskandal). Der Werdenfelser Weg ist ein neuerer verfahrensrechtlicher Ansatz, um freiheitsentziehende Maßnahmen in Pflegeeinrichtungen zu reduzieren. Auch verschiedene Stationskonzepte zur Reduktion freiheitsentziehender Maßnahmen innerhalb psychiatrischer Krankenhäuser sind in den letzten Jahren entwickelt worden.
Speziell altersdemente Menschen werden fixiert, um Stürze zu vermeiden. Allerdings führt die Fixierung durch die damit verbundene Immobilisation auf Dauer zu einer Abnahme der Muskelmasse und einer weiteren Verschlechterung der Bewegungsfähigkeit des Betroffenen. Sie ist daher keine langfristige Lösung. Das Fixieren von Demenzkranken ist weiterhin problematisch, weil es die Unsicherheit des Patienten erhöht. Der Demenzkranke nimmt die Fixierung wahr, kann aber den Kontext nicht verstehen.
Alternativ können andere Methoden angewendet werden, die der Unfallverhütung dienen und die Umgebung sicherer machen. Betten können bei geeigneter Bauweise fast bis auf den Boden hinuntergefahren werden, was die mögliche Sturzhöhe vermindert. Der Boden kann abgepolstert werden, technische Meldesysteme anzeigen, wann der Demenzkranke aufstehen will. Das Anbieten von Aktivität, gute Beleuchtung und das Entfernen von Stolperfallen tragen zur Vermeidung von Stürzen bei. Die Verwendung von Hüftprotektoren mindert ihre Konsequenzen.
Die Rechtsprechung in einem Einzelfall beleuchtet beispielhaft die vielfältigen, gegeneinander abzuwägenden Aspekte bei der Verhütung von Unfällen.

## Kritik
Fixierungen werden von mehreren Stellen der Vereinten Nationen als Folter eingestuft. Neben dem UN-Sonderberichterstatter über Folter, Juan Méndez, hat auch der UN-Ausschuss zum Schutz der Rechte von Menschen mit Behinderungen diese Praxis und andere medizinische Zwangsmaßnahmen entsprechend bewertet und die Vertragsstaaten der UN-Antifolterkonvention sowie der UN-Behindertenrechtskonvention aufgefordert, diese zu verbieten.
Darüber hinaus beklagen vor allem verschiedene Organisationen ehemaliger Psychiatriepatienten und Menschenrechtsorganisationen, dass Fixierungen und auch die damit einhergehende Gewalt grausame und unmenschliche Menschenrechtsverletzungen sind. Betroffene berichten, dass, anders als in der psychiatrischen Darstellungsweise, viele Menschen nicht als Ultima Ratio fixiert werden, sondern beispielsweise zur Bestrafung, zur Beobachtung, um sozial unerwünschtes Verhalten zu unterbinden oder um den Patienten gegen weitere gewaltsame Eingriffe, wie etwa Zwangsmedikamentierungen wehrlos zu machen. Zudem wird auch immer wieder geschildert, dass sadistisch und willkürlich motivierte Fixierungen in Psychiatrien alltäglich sind.
Auch innerhalb der Psychiatrie gibt es teilweise starke Vorbehalte gegenüber Fixierungen. So zeigen Studien, welche die Auswirkungen von Fixierungen auf die Betroffenen untersuchen, dass diese bei einer übergroßen Mehrheit der Betroffenen zu extremen Qualen und psychischen Schäden führen. Auch direkte körperliche Gefahren sind, selbst bei fachlich korrekt angebrachten Fixierungen, zu befürchten und können neben Durchblutungsstörungen oder Atemnot sogar den Tod des Fixierten zur Folge haben.